# 戴君竹
戴君竹（1982年9月11日—），台灣女演員。因拍攝偶像劇《斗鱼》使知名度大增。畢業於真理大學英美語文學系，2008年5月28日從美國紐約市立大學柏魯克分校行銷管理學碩士班畢業。容貌被指跟大陸著名女演員周迅相似。

## 演藝生涯
戴君竹於2004年，因拍攝八大綜合台的偶像劇《斗鱼》，正式展開演藝生涯，被認為容貌有點像著名女演員周迅。
2009年，華視連續劇《我在1949，等你》，戴君竹在劇中一人分飾兩角，表現相當搶鏡。
電影方面，戴君竹至今作品雖然不多，主演過《The Gauntlet》、《感情生活》，但2013年上映的《被偷走的那五年》飾演女主角白百何的姐姐何琪，因電影在中、港、台三地都創下票房佳績，戴君竹演出亦受到注意。

## 感情生活
2011年，戴君竹與台灣男演員黃懷晨訂婚。2012年6月30日結婚。

## 演出作品

### 電視劇
| 年份   | 播出頻道           | 戲劇名稱            | 飾演角色                         |
| ------ | ------------------ | ------------------- | -------------------------------- |
| 2004年 | 八大綜合台         | 鬥魚                | 邵筱蝶                           |
| 2005年 | 廣東電視台珠江頻道 | 中華英雄            | 周安娜                           |
| 2005年 |                    | 小城故事            | 張帆                             |
| 2006年 |                    | 北極光              | 韓慧兒                           |
| 2006年 | 衛視中文台         | 天使情人            | 糖糖（又名小雲）                 |
| 2006年 | CCTV-6             | 少年獅王            | 小玉                             |
| 2006年 | CCTV-6             | 雜技歲月            | 馬賽鳳                           |
| 2007年 | 中視               | 愛情烘焙屋          | 安妮                             |
| 2007年 |                    | 晴天日記            | Maggie                           |
| 2007年 | 台視、三立都會台   | 鬥牛，要不要        | 陳怡君 客串                      |
| 2008年 | 華視、八大第一台   | 歡喜來逗陣          | 王小蝶                           |
| 2008年 | 台視               | 幸福捕手            | 小蜜                             |
| 2009年 | 中視               | 閃亮的日子          | 李佩芬                           |
| 2009年 | 華視、中天娛樂台   | 我在1949，等你      | 年輕喬雁青 韓瑋 （一人分飾兩角） |
| 2011年 | 浙江衛視           | 愛情有點藍          | 羅蔚蔚                           |
| 2011年 | 央視八套           | 又見白娘子          | 小青                             |
| 2013年 | 中視               | 求愛365             | 吳淑心                           |
| 2013年 |                    | 畫皮之真愛無悔      | 彩雀                             |
| 2013年 | 客家電視台         | 阿婆的夏令營        | 胡凱玲                           |
| 2014年 | 公視               | 我的媽媽 (電視電影) | 朱品棠                           |
| 2014年 | 公視、TVBS歡樂台   | 16個夏天            | 葛晴                             |
| 2015年 | 大愛電視台         | 月娘                | 薛月（少女時期）                 |
| 2016年 | 江蘇衛視           | 秀麗江山之長歌行    | 琥珀                             |
| 2023年 | Netflix            | 此時此刻            | 維熙小姑                         |

### 電影
- 2007年《The Gauntlet》
- 2010年《感情生活》
- 2013年《被偷走的那五年》飾演何琪

### 參與MV
- 2007年 阿杜 《愛上誰》
- 2008年 楊宗緯 《洋蔥》
- 2009年 林俊傑 《背對背擁抱》

### 微電影
- 2012年 《下午三點，我在怡客咖啡等你》 飾演店員

## 主持作品
- 2007年 東森綜合台《無敵星鮮人》 合作主持人：吳宗憲、Makiyo
- 2008年 中視綜藝台《哈時尚》 合作主持人：李明川
- 2011年 土豆網《哈林哈時尚》 合作主持人：庾澄慶

## 出版作品

### 書籍
- 2006年《遊學達人》（台視文化出版）
- 2009年《遊學達人2：小氣遊學》（台視文化出版）
- 2010年《戀人 泰。想愛：曖昧，從旅行開始，尋找愛的可能性》（三采文化出版）

## 音樂作品

### 唱片
- 2009年 《我在1949，等你 電視原聲帶》，演唱《新月-1949》

## 外部連結
- 戴君竹の部落格 （页面存档备份，存于）
- 戴君竹Queenie的Facebook專頁
- 戴君竹的新浪微博
- 戴君竹在互联网电影资料库（IMDb）上的資料（英文）
- 戴君竹在香港影庫上的簡介
- 戴君竹在豆瓣上的资料（简体中文）
- 戴君竹在时光网上的簡介（简体中文）